# Саскачеван (ледник)
Саскачеван (англ. Saskatchewan Glacier) — ледник в национальном парке Банф, Альберта, Канада. Расположен в 120 км к северо-западу от города Банф. Саскачеван — самый большой ледник оттока от Ледяного поля Колумбии, который лежит вдоль континентального разлома. Ледник является основным источником питания реки Северный Саскачеван. Длина ледника составляет  13 километров, площадь 30 км².
Измерения в 1960 году показали, что размеры ледника более 400 метров толщиной на расстоянии 8 километров от экстремума. Между 1893 и 1953 годами ледник Саскачеван отступил на расстояние 1364 метра, скорость отступления между 1948 и 1953 годами составляла в среднем 55 метров в год.